# 龙凤雨
龙凤雨（1974年2月25日—），中国女子曲棍球运动员，中国国家女子曲棍球队成员、中方教练。她曾代表中国参加2000年夏季奥运会女子曲棍球比赛，并获得第5名。